# Vrouwkje Tuinman
Vrouwkje Tuinman ('s-Hertogenbosch, 14 september 1974) is een Nederlandse dichteres, romanschrijfster, journaliste en columniste. Zij bracht tot dusver zes dichtbundels en vier romans uit. 
Vrouwkje Tuinman debuteerde in september 2004 bij uitgeverij Nijgh & Van Ditmar met de dichtbundel Vitrine. Op 1 september 2005 verscheen haar eerste roman Grote acht. In januari 2007 verscheen haar tweede bundel, Receptie.
Vrouwkje ontving in februari 2004 de Hollands Maandblad Poëziebeurs 2003/2004 en werd genomineerd voor de Libra Prijs. Ze ontving in 2005 het C.C.S. Crone-stipendium en werd genomineerd voor de Debutantenprijs 2006 en de Selexyz Debuutprijs. In 2010 ontving zij de Halewijnprijs voor haar hele oeuvre. Haar dichtbundel Lijfrente werd bekroond met De Grote Poëzieprijs 2020 (voorheen VSB Poëzieprijs). In 2022 werd de C.C.S. Crone-prijs aan haar toegekend.  
Tuinman studeerde algemene letteren en muziekwetenschap. Sinds 1997 is ze werkzaam als freelance journalist en recensent. Ze schrijft/schreef onder andere voor de volgende media en organisaties: Trouw, Preludium, Het Concertgebouw, Opzij, de Volkskrant, La Vie en Rose, Schrijven, Yoga, Akkoord, Zing, Zone030, Rails, Marie Claire, One, Utrechts Nieuwsblad, Hollands Maandblad en Trajectum.
Zij was gehuwd met F. Starik, van wie zij postuum zijn laatste werk Klaar bezorgde.